# 内曲站
內曲站（韓語：내곡역）是朝鮮民主主義人民共和國两江道普天郡的一個鐵路車站，属于普天线。

## 邻近车站
普天线
棍杖德站 - 內曲站 - 温水站